# New Jersey Flyers
I New Jersey Flyers sono stati una franchigia di pallacanestro della USBL, con sede a Hackensack, nel New Jersey, attivi tra il 2004 e il 2005.
Nacquero a Florence nel 2004 come Florence Flyers. Terminarono la regular season con un record di 9-20. L'anno successivo si trasferirono a Hackensack, assumendo la denominazione di New Jersey Flyers. Uscirono nei quarti di finale, dopo aver concluso la stagione con un record di 7-23. Si sciolsero al termine del campionato.

## Stagioni
| Stagione | Lega | Denominazione     | V | P  | %    | Piazzamento | Play-off         |
| -------- | ---- | ----------------- | - | -- | ---- | ----------- | ---------------- |
| 2004     | USBL | Florence Flyers   | 9 | 20 | 31,0 | 5º          | -                |
| 2005     | USBL | New Jersey Flyers | 7 | 23 | 23,3 | 4º          | Quarti di finale |